# 比宮增子女王
比宮增子女王，（正德元年1711年10月19日-享保十八年（1733年）10月13日），為伏見宮邦永親王之女，江戶幕府將軍嗣子德川家重之御簾中。1745年德川家重成為江戶幕府第九代將軍後，追認已身故的正室增子女王為御台所。

## 家世
比宮增子女王的兩位姑祖母和一位姑母，都在她之前紛紛嫁進德川家；
- 姑祖母淺宮顯子女王；4代將軍德川家綱之御台所。
- 姑祖母安宮照子女王；紀伊藩二代藩主德川光貞（吉宗之父）之正室。
- 姑母真宮理子女王；8代將軍德川吉宗之御台所。

## 生平
享保十六年（1731年）4月22日，比宮增子女王離開京都，前往關東地方的江戶降嫁德川家重。同年5月5日增子女王的隨嫁隊伍抵達江戶，隨後增子女王住入江戶城中的西之丸。並在同一個月內向天下諸大名發佈結婚消息。
同年12月15日，比宮增子女王在江戶城西之丸正式和德川家重舉行婚禮。
增子女王和在她之前的幾位嫁入德川家的女性長輩一般，同樣作為出身京都公家的幾位女王們，婚後都很難適應武家的生活模式，增子女王也不例外，她輿入江戶城之後的生活中，極其厭惡印有德川家家徽「三葉葵紋」的衣物用品等，她堅持將自己的生活用品全數換上皇室家紋「菊御紋」。而在她降嫁德川家重時，家重只是將軍繼位人，因此增子女王無法被稱為御台所，而是被稱做「御簾中」（或御簾中樣、御簾中殿等）這對於皇室出身的增子女王之自尊是一個很大的傷害。
增子女王婚後曾經懷孕，但在享保十八年（1733年）9月12日，增子女王早產，不僅嬰兒死去，增子女王也開始在生死之間徘徊。
同年10月13日，增子女王在江戶城中的西之丸居所過世，得年約20歲，葬於上野寛永寺山內春惟院，法名證明院殿智岸真惠大姊。